# Herbert Bräutigam

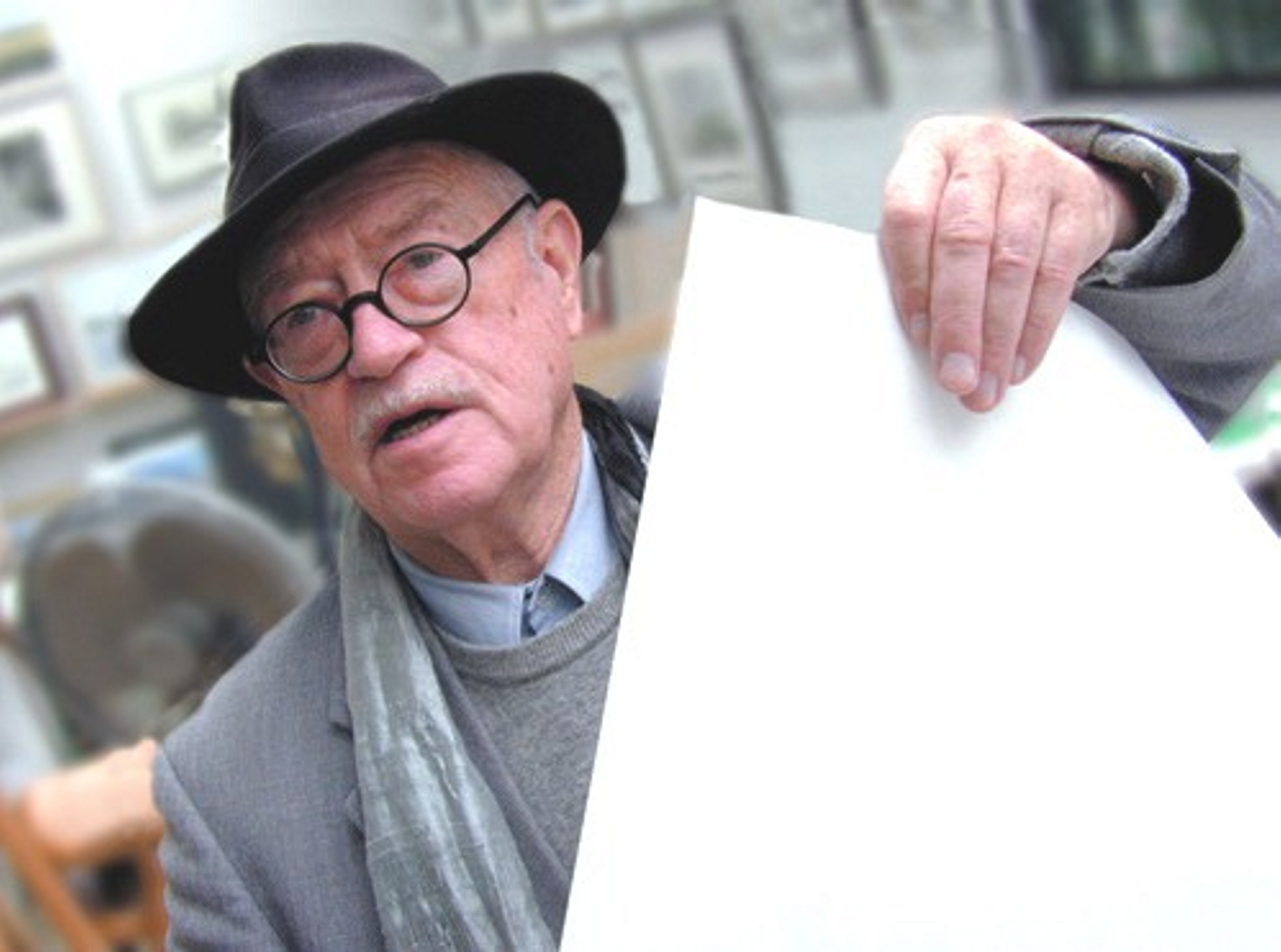
Herbert Bräutigam (2013)

Herbert Bräutigam (* 5. Juli 1927 in Falkenstein, Vogtland; † 7. Juni 2020) war ein deutscher Sinologe.

## Leben
Im Vogtland aufgewachsen, absolvierte Herbert Bräutigam ein Studium der Völkerkunde und Frühgeschichte in Dresden, Leipzig und Peking. Bräutigam forschte in Berlin an der Deutschen Akademie der Wissenschaften und am Zentralinstitut für Geschichte. Ab 1979 war er Kustos im Japanischen Palais am Völkerkundemuseum Dresden. Dort wirkte er bis zu seiner Pensionierung 1992. Danach widmete er sich intensiv der Kalligraphie. Mit Büchern wie Märchen aus Tibet und Der Drachenpalast erreichte er einen breiten Leserkreis.

## Veröffentlichungen

### Belletristik
- Papierschnitte aus Pekinger Werkstätten, 1958, Verlag der Kunst
- Die Prinzessin Wen Cheng und der Gesandte aus Lhasa, 1963.
- Die neunköpfigen Ungeheuer vom Zweidrachenberg: Märchen und Volkserzählungen aus China. Aus dem Chinesischen übersetzt und frei nacherzählt, Berlin 1978
- Märchen aus Tibet, 1987 ISBN 3-596-22902-2.
- Der Drachenpalast. Sagen aus China über den Handwerksmeister Lu Ban., 1988 ISBN 3-358-00911-4.

### Wissenschaftliche Werke (Auswahl)
- Schätze Chinas in Museen der DDR, E.A. Seemann Buch- und Kunstverlag, 1989 ISBN 3-363-00450-8.
- Schätze japanischer Lackkunst auf Schloß Friedenstein., Gotha 1998.
- „Atlas zur Geschichte 2“, Mitarbeit, VEB Hermann Haack Verlag, 1975.
- „Lexikon der Kunst“, Mitarbeit, VEB Seemann Verlag Leipzig, 1987, ISBN 3-363-00044-8.
- „Tabellarischer Abriss der Nationalitäten Chinas“ Jahrbuch des Museums für Völkerkunde zu Leipzig, Berlin Akademie-Verl, 1961.
- „Probleme der Volksaufstände polyethnischer Gruppen in Südwest-China während der Taiping-Zeit“,  Akademie-Verl., 1961.
- „Papierschnitte aus China“ Dresden, 1978.
- „Ein chinesisches Wunschzepter -ruyi- aus Nephrit“, Dresden, 1979.
- „Gefäß und Figur“, Keramik aus Amerika und Asien, Katalog, Dresden, 1982.
- „Hiroshige und der Weg von Edo nach Kyoto“, Staatliches Museum Völkerkunde Dresden, Dresden, 1982.
- „Schätze Japans aus Dresdner Museen“, Dresden, 1983.
- „Schätze Chinas in Museen der DDR“, Kunsthandwerk und Kunst aus vier Jahrtausenden, Leipzig VEB Seemann, 1989/1990.
- „Schätze Chinas aus Museen der DDR“, Verlag Philipp von Zabern Mainz, 1990, ISBN 3-8053-1227-X.
- „China, eine Wiege der Weltkultur. 5000 Jahre Erfindungen und Entdeckungen“, Verlag von Zabern, Mainz, 1994, ISBN 3-8053-1683-6.
- „...über den ziehenden Wolken der Fuji...“, Gotha Druck, 2000.
- „Radikaltour“, Malerbuch von Herbert Bräutigam Kalligraphie, für Herzog August Bibliothek  Wolfenbüttel, 2006.
- „Wettiner Lande im Kontakt mit Ostasien“, Dresdner Hefte Nr. 96, Druck Seemann-Verlag Dresden 2008.
- „Schätze Ostasiens in staatlichen und privaten Sammlungen“, Eigenverlag Dresden, 2009.
- „Japanische Kleinplastiken - Netzuke“, Eigenverlag, 2010.